# Мицо Тенчев
 Тази статия е за дойранския деец на ВМОРО.  За кукушкия вижте Димитър Икономов (Кукуш).  
Мицо Тенчев или Тенчов е български революционер, деец на Вътрешната македоно-одринска революционна организация.

## Биография
Тенчев е роден в град Дойран, тогава в Османската империя, днес в Северна Македония. Влиза във ВМОРО и става член на първия Дойрански околийски революционен комитет в 1894 година. По-късно в 1900 година става нелегален четник на организацията. Загива при експрозия в къщата на Марко Секулички в Кюстендил на 12 юни 1903 година заедно с 20-годишният Владимир Марков Секулички от Кюстендил, Димитър Лимончев на 26 години от Охрид, 39-годишният Димитър Попов от село Лески, както и 20-годишният габровец Никола Иванов. На надгробния им паметник в Кюстендил има надпис: „Починахте вие, труженици народни, ала вашитѣ имена вѣчно ще гърмятъ изъ полята и горитѣ на родната земя“.